# Рид, Норман
Норман Ричард Рид (англ. Norman Richard Read; 13 августа 1931, Портсмут, Гэмпшир — 22 мая 1994, Pirongia, Уаикато) — новозеландский легкоатлет (спортивная ходьба), призёр Игр Содружества, чемпион летних Олимпийских игр 1956 года в Мельбурне, участник двух Олимпиад.

## Биография
Рид родился в Англии. Он хотел представлять свою страну на Олимпийских играх, но к тому моменту сборная Великобритании уже была укомплектована. В 1953 году он переехал в Новую Зеландию и быстро стал одним из ведущих спортивных ходоков этой страны. Международный олимпийский комитет разрешил Риду выступать за Новую Зеландию.
На Олимпиаде в Мельбурне Рид стал олимпийским чемпионом в ходьбе на 50 км с результатом 4-30:42,8 с, опередив советского ходока Евгения Маскинскова (4-32:57,0 с) и представителя Швеции Йона Юнгрена (4-35:02,0 с).
На следующей летней Олимпиаде в Риме Рид выступал в двух дисциплинах: ходьбе на 20 и 50 км. В первом виде он занял 5-е место (1-36:59,0 с), а во втором не смог дойти до финиша.
В 1966 году на Играх Британской империи и Содружества наций в Кингстоне (Ямайка) Рид завоевал бронзовую медаль в ходьбе на 20 км (2-46:28,2 с). Он скончался от сердечного приступа во время соревнований среди ветеранов в 1994 году.